# Municipio de Bloom (Minnesota)
El municipio de Bloom (en inglés: Bloom Township) es un municipio ubicado en el condado de Nobles en el estado estadounidense de Minnesota. En el año 2010 tenía una población de 158 habitantes y una densidad poblacional de 1,7 personas por km².

## Geografía
El municipio de Bloom se encuentra ubicado en las coordenadas 43°47′52″N 95°44′34″O / 43.79778, -95.74278. Según la Oficina del Censo de los Estados Unidos, el municipio tiene una superficie total de 92.96 km², de la cual 92,75 km² corresponden a tierra firme y (0,22 %) 0,21 km² es agua.

## Demografía
Según el censo de 2010, había 158 personas residiendo en el municipio de Bloom. La densidad de población era de 1,7 hab./km². De los 158 habitantes, el municipio de Bloom estaba compuesto por el 98,73 % blancos, el 1,27 % eran de otras razas. Del total de la población el 2,53 % eran hispanos o latinos de cualquier raza.